# 25
Aquesta pàgina és per a l'any. Per al nombre, vegeu vint-i-cinc.

## Esdeveniments
- Tiberi s'instal·la una controvèrsia entre Messènia i Esparta durant els Dentheliales en el Taígetos, l'adjudicació de les terres a Messènia.
- Cossus Cornelius Lentulus i Marcus Asinius Agrippa es converteixen en cònsols.
- Es restableix la dinastia Han a la Xina on Liu Xiu s'autoproclama emperador.

## Naixements
- Civilis

## Necrològiques
- Emperador Gengshi Han
- Ruzi Ying